# Malfoy
Malfoy (Reacredință) este o familie formată numai din vrăjitori cu sânge pur, persoane foarte mândre și șirete, care este de generații întregi în casa Viperinilor. Cel mai tânăr membru al familiei Malfoy este tânărul Draco Malfoy, care este la Hogwarts în același an cu Harry Potter ( doar că Draco este la Viperini iar Harry la Cercetași). Mama lui Draco este verișoara cu Sirius Black, prin urmare face parte din familia Black, tot o familie de persoane cu sînge pur. În ultimul timp sunt foarte puțini vrăjitori sau vrăjitoare cu sângele pur, așa că de obicei verii din familiile cu sînge pur se mărită între ei, pentru a nu dispărea de tot această rasă, așa că mama lui Draco și tatăl său( Lucius Malfoy), sunt veri.